# Cantó de Mirebeau-sur-Bèze
El cantó de Mirebeau-sur-Bèze és un cantó francès del departament de Costa d'Or, situat al districte de Dijon. Té 21 municipis i el cap és Mirebeau-sur-Bèze.

## Municipis
- Arceau
- Beaumont-sur-Vingeanne
- Beire-le-Châtel
- Belleneuve
- Bèze
- Bézouotte
- Blagny-sur-Vingeanne
- Champagne-sur-Vingeanne
- Charmes
- Cheuge
- Cuiserey
- Jancigny
- Magny-Saint-Médard
- Mirebeau-sur-Bèze
- Noiron-sur-Bèze
- Oisilly
- Renève
- Savolles
- Tanay
- Trochères
- Viévigne

## Història
| Data d'elecció                           | Identitat         | Partit                                  | Qualitat |
| ---------------------------------------- | ----------------- | --------------------------------------- | -------- |
| 1945-1985                                | Albert Binet      | MRP, després CD, després PS             |          |
| 1985-2011                                | Louis de Broissia | Divers droite, després RPR, després UMP |          |
| 2011-                                    | Laurent Thomas    | Divers droite                           |          |
| les dades anteriors no són pas conegudes |                   |                                         |          |
|                                          |                   |                                         |          |

## Demografia
| A partir de 1990: Població sense dobles comptes |